# Sorgha
Sorgha est une commune rurale située dans le département de Bogandé de la province de la Gnagna dans la région de l'Est au Burkina Faso.

## Géographie
Sorgha est situé à environ 3 km au Nord de Bogandé sur la route nationale 18 (RN18). Le territoire de la commune accueille un barrage dont les eaux proviennent de Kossougoudou.

## Histoire
Les autochtones du village de Sorgha sont les Guibougou, qui veut dire « fatigués de rendre le jugement ». Selon la tradition orale, lorsqu'il y avait un conflit opposant deux camps dans les villages environnants, c'est à Sorgha que les belligérants se rendaient pour le règlement du conflit. Une fois que le chef du village rend sa décision après avoir écouté les parties en conflit, ces dernières se réconciliaient et se rendaient à Bogandé pour célébrer cette réconciliation. D'où la devise « L'affaire est close à Sorgha, allons manger à Bogandé ».[réf. nécessaire]
En novembre 2013, un réseau de coupeurs de route originaire de Sorgha est arrêté dans le village par la police nationale burkinabè. Le 5 novembre 2019, le président Roch Marc Christian Kaboré procède à Sorgha au lancement des travaux de bitumage de la route nationale RN18.[réf. nécessaire]

## Économie
L'agriculture et l'élevage sont les principales activités économiques de Sorgha. L'existence d'un marché local permet le développement du petit commerce.

## Santé et éducation
Le centre de soins le plus proche de Sorgha est le centre médical et chirurgical de Bogandé. Depuis 1997, Sorgha accueille une école primaire.

## Culture
Sorgha est connu pour ses nénuphars qui poussent en quantité dans la retenue d'eau du barrage Djalooni.[réf. nécessaire]